# Scaposerixia
Scaposerixia är ett släkte av skalbaggar. Scaposerixia ingår i familjen långhorningar.
Kladogram enligt Catalogue of Life:
| Scaposerixia | \| \| Scaposerixia bicolor \| \| \| \| \| \| Scaposerixia pubicollis \| \| \| \| |
|              | \| \| Scaposerixia bicolor \| \| \| \| \| \| Scaposerixia pubicollis \| \| \| \| |
|              | Scaposerixia bicolor                                                             |
|              |                                                                                  |
|              | Scaposerixia pubicollis                                                          |
|              |                                                                                  |